# ساراماكا

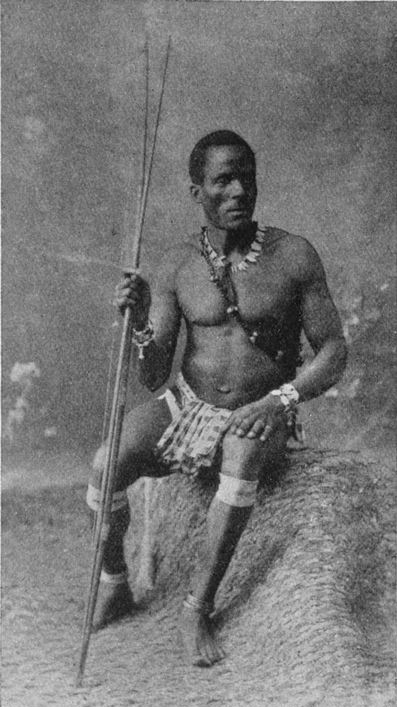
أحد رجال الساراماكا في زيه التقليدي

ساراماكا، أحد شعوب المارون الستة في جمهورية سورينام، وأحد شعوب المارون في غويانا الفرنسية. (من الملاحظ أنه ابتداءً من منتصف عام 2010، بدأ الأشخاص المعروفون سابقًا باسم «ساراماكا» بتعريف أنفسهم باسم «ساماكا»، في وثائقهم الرسمية باللغة الإنجليزية، لتتوافق كتابة الاسم مع طريقة لفظهم له). حكمت محكمة البلدان الأمريكية لحقوق الإنسان لصالح حقوقهم في الأراضي التي شغلوها تاريخيًا في سورينام، وذلك على خلفية مطالبات الحكومة الوطنية. كان القرار تاريخيًا بالنسبة للشعوب الأصلية في ذلك العالم. تلقى شعب الساراماكا تعويضات عن الأضرار التي لحقت به وأعطوا التحكم بصندوق تنمية ليحققوا من خلاله أهدافهم التنموية.
يعود أصل كلمة «مارون» لكلمة سيمارون الإسبانية المشتقة من أصلٍ أراواكاني. منذ عام 1990 على وجه الخصوص، هاجر بعض من الساراماكا إلى غويانا الفرنسية بسبب الحرب الأهلية في سورينام. بحلول أوائل القرن السادس عشر، استخدم مصطلح «المارون» (سيمارون) في جميع أنحاء الأمريكتين للإشارة إلى العبيد الذين فروا من العبودية وأقاموا مجتمعات مستقلة خارجة عن سيطرة المستعمرين. تشكّل قبيلة الساراماكا مع خمس قبائل مارون أخرى في سورينام وغيانا الفرنسية أكبر مجموعة في العالم من شعوب المارون المنحدرة من أصل أفريقي.

## تاريخهم
كان أسلاف ساراماكا من الأفارقة الذين بيعوا عبيدًا لمزارع الأوروبيين في سورينام في أواخر القرن السابع عشر وأوائل القرن الثامن عشر. تعود أصول هؤلاء لمجموعة متنوعة من شعوب غرب إفريقيا ووسطها من المتحدثين بالعديد من اللغات المختلفة، وقد هربوا إلى الغابات المطيرة الكثيفة ضمن مجموعات صغيرة، وفي بعض الأحيان ضمن مجموعات كبيرة. قاتل هؤلاء لما يقرب من 100 عام من الغابات المطيرة من أجل استقلالهم. كانوا خائفين للغاية لدرجة أن خرائط أواخر القرن الثامن عشر أظهرت التحصينات الدفاعية في المستعمرة الأوروبية بهدف حمايتها من غاراتهم.
في عام 1762، أي قبل قرن كامل من تحرر العبيد في سورينام، نال المارون حريتهم ووقعوا معاهدة مع التاج الهولندي للاعتراف بحقوقهم الإقليمية وامتيازاتهم التجارية. لدى سرمانكا اهتمام كبير بتاريخ نشاتهم، وهم شعب يحافظ على تقليده الشفهي شديد الغنى. جمعت البحوث العلمي المجراة منذ أواخر القرن العشرين الروايات الشفوية والأرشيفية في سجلات تاريخية جديدة. عاش شعب سارامانكا، كما المارون، كدولة ضمن الدولة حتى منتصف القرن العشرين، عندما زادت وتيرة الاعتداءات الخارجية عليهم.
في خلال أواخر الثمانينيات، تسببت الحرب الأهلية بين المارون والحكومة العسكرية لسورينام بمعاناة كبيرة لساراماكا والمارون الآخرين. بحلول منتصف عام 1989، كان ما يقرب من 3000 من الساراماكا و 8000 من النديوكا يعيشون لاجئين مؤقتين في غويانا الفرنسية. كان الوصول إلى العالم الخارجي مقيدًا بشدة بالنسبة للعديد من أفراد ساراماكا في وطنهم. بدأت نهاية الحرب في منتصف التسعينيات فترة أهملت فيها الحكومة الوطنية احتياجات ساراماكا والمارون الأخرى بينما منحت امتيازات كبيرة في الأخشاب والتعدين للشركات الأجنبية متعددة الجنسيات (الصينية والإندونيسية والماليزية وغيرها) في مناطق ساراماكا التقليدية دون التشاور مع سلطات الأخيرين المحلية.
بالإضافة إلى ذلك، حدثت خلال هذه الفترة العديد من التغييرات الاجتماعية، سواء على ساحل سورينام أو في إقليم ساراماكا. عاش متطوعو فيلق السلام الأمريكي في قرى سارامانكا وعملوا فيها، كما وصل عمال مناجم الذهب البرازيليون إلى نهر سورينام. أصبحت الأنشطة الاقتصادية مثل الدعارة والمقامرة وتهريب المخدرات صناعات رئيسية في سورينام الساحلية ونقلها عمال المناجم معهم إلى الداخل.
في منتصف التسعينيات، رفعت رابطة سلطات ساراماكا شكوى أمام لجنة الدول الأمريكية لحقوق الإنسان لحماية حقوقهم في الأرض. في نوفمبر من العام 2007، حكمت محكمة الدول الأمريكية لحقوق الإنسان لصالح شعب ساراماكا ضد حكومة سورينام. في هذا القرار التاريخي، الذي يشكل سابقة لجميع شعوب المارون والشعوب الأصلية في الأمريكتين، مُنح شعب ساراماكا حقوقًا جماعية في الأراضي التي عاش عليها أسلافهم منذ أوائل القرن الثامن عشر، بما في ذلك حقوق اتخاذ القرار بشأن استغلال الموارد الطبيعية مثل الخشب والذهب داخل تلك المنطقة. بالإضافة إلى ذلك، منحوا تعويضات من الحكومة عن الأضرار الناجمة عن رخص استخراج الخشب التي قدمتها الحكومات السابقة للشركات الصينية. دفعت هذه المبالغ في صندوق تنمية خاص يديره شعب السارامانكا اليوم.

## التنظيم السياسي والسيطرة الاجتماعية
يتبوأ الرجال لدى شعب ساراماكا، مثل جماعات المارون الأخر، المناصب السياسية والرسمية ويديرون شؤونها. يساعد حكم عام 2007 الصادر عن محكمة البلدان الأمريكية لحقوق الإنسان في تحديد مجالات النفوذ التي تسيطر عليها الحكومة الوطنية وتلك الواقعة عند سلطات ساراماكا.
يقوم مجتمع ساراماكا على المساواة، وتشكل صلة القرابة العمود الفقري للتنظيم الاجتماعي. لا توجد طبقات اجتماعية أو مهنية مميزة لدى تلك الشعوب. يُمنح الشيوخ احترامًا خاصًا ويستشار الأسلاف من خلال العرافات يوميًا.
تتواجد المدارس البروتستانتية التبشيرية في بعض القرى منذ القرن الثامن عشر، بينما لم تصل المدارس الابتدائية الحكومية إلى هناك إلا في خلال الستينيات. توقفت المدارس عن العمل تمامًا خلال الحرب الأهلية في سورينام في أواخر الثمانينيات، ولم يُعاد بناؤها إلا جزئيًا منذ ذلك الحين.
منذ معاهدة القرن الثامن عشر، كان لساراماكا رئيس قبلي معتمد من الحكومة (جاما)، بالإضافة إلى سلسلة من رؤساء القبائل ومساعديهم. تقليديًا، كان هؤلاء المسؤولون يمارسون دورهم في السيطرة السياسية والاجتماعية ضمن سياق مليء بأعمال العرافات. لأن الحكومة الوطنية تتدخل بشكل متكرر في شؤون الساراماكا (وتدفع رواتب رمزية للمسؤولين السياسيين هناك)، فإننا نجد أن سلطة هؤلاء تتأكل تدريجيًا.
توفر اجتماعات المجلس وجلسات العٍرافة مساحات لحل المشاكل الاجتماعية. يعالج هؤلاء مشاكل تتراوح من النزاعات المتعلقة بالزواج أو الحضانة إلى النزاعات على الأراضي أو الخلافة السياسية أو حتى الجرائم الكبرى. هذه المشاكل نفسها، بالإضافة إلى المرض وأنواع أخرى من المصائب، تُدرس من خلال أنواع مختلفة من العرافة أيضًا. في جميع الحالات، يتوصل المسؤولون للإجماع من خلال التفاوض فيما بينهم مع تأثير قوي للآلهة والاسلاف. في نوع من عدالة التسويات، يُطلب من الأطراف المذنبين دفع ثمن مادي للضحية مقابل أفعالهم السيئة. في القرن الثامن عشر، كان الأشخاص الذين يدانون بالشعوذة يُحرقون. اليوم، إذا قبض على أحد الرجال متلبسًا مع زوجة رجل آخر، يحكم عليه بالضرب من أقرباء المرأة أو يُجب على دفع غرامة مالية.
بصرف النظر عن نزاعات الزنا، التي تتسبب في أحيان كثيرة بحشد سفينة من الرجال الذين يسعون للانتقام من خلال معركة عامة بالأيدي، نادرًا ما تتجاوز االمشاكل الداخلية لدى السارامكا نطاق الصراع الشخصية. أحدثت الحرب الأهلية التي بدأت في عام 1986، بين المارون وجيش سورينام الوطني، تغييرات كبيرة في القرى الداخلية، فتعود الكثيرون على الحروب والغزوات مع ما يرفاقها من عمليات نهب ما صعّب إعادة دمج المقاتلين في المجتمع.